# Guldhamstere
Guldhamstere (latin: Mesocricetus) er en lille gruppe af mellemstore hamstere og er de mest kendte af hamsterne. Guldhamstere inddeles i fire arter og findes udbredt i dele af Europa og Mellemøsten.

## Levevis
Som andre hamstere har også guldhamsterne kindposer, som de bruger primært til at transportere føde hjem til deres hule, hvor de opbygger et forråd til dårligere tider. Kindposerne kan dog også bruges til at transportere andre ting som f.eks. redemateriale, og man har observeret, at de har båret unger i sikkerhed gemt i kindposerne.
Deres bo ligger under jorden, hvor de graver gangsystemer. Disse kan være rimeligt simple, men kan også være ret komplicerede systemer med mange gange og kamre. Udover selve reden vil der oftest være et forrådskammer og en toiletgang. Guldhamstere er natdyr og tilbringer det meste af dagen med at sove nede i deres huler.

## Hobbydyr
Man kan købe guldhamstere i de fleste dyrehandler landet over. Nogle har også privatavl. Ved privatavl kan man også være sikrere på, at dyret ikke er sygt eller for den sags skyld gravid. Mange oplever, at købet af én guldhamster hurtigt kan blive til flere dyr, da man ikke kan se om dyret er gravid, mens det er helt lille.

## Arter

### Syrisk guldhamster
Syrisk guldhamster – Mesocricetus auratus
Den syriske guldhamster er den art, der holder som kæledyr. Den findes i dag i et stort antal farver og pelstyper.
Og så har den en interessant historie. For alle de guldhamstere, der holdes som kæledyr i dag, stammer fra kun fire dyr, der blev fanget på en mark i Syrien tilbage i 1930. De blev brugt til forskning i Israel, og efterkommere af dem kom senere til Zoological Society of London, hvorfra kæledyrsavlere i 1937 fik nogle. Senere er den fundet få gange, men disse dyr er alle blevet brugt til at forske i forskellen mellem vilde guldhamstere og de tamme dyr, men DNA-undersøgelser har vist at de alle stammer fra én hun, som var en af de fire fra 1930.
Arten lever primært i Syrien i et lille område omkring byen Aleppo, men er for nylig også konstateret lige på den anden side af grænsen til Tyrkiet.

### Rumænsk guldhamster
Rumænsk guldhamster – Mesocricetus newtoni
Den rumænske guldhamster lever kun i et begrænset område i Rumænien og Bulgarien og er totalfredet.

### Tyrkisk guldhamster
Tyrkisk guldhamster – Mesocricetus brandti
Den tyrkiske guldhamster lever, som navnet antyder, i det meste af Tyrkiet. Dog ikke i den sydøstligste del af landet hvor man har påvist den syriske guldhamster.

### Kaukasisk guldhamster
Kaukasisk guldhamster – Mesocricetus raddei
Den kaukasiske guldhamster er dårligt kendt, men lever på stepper i det nordlige Kaukasus.